# Neuland (Marke)
Die Marke Neuland zertifiziert Produkte aus artgerechter Tierhaltung als Tierwohllabel in Deutschland.

## Vorgaben
Anders als bei konventioneller (Massen-)Tierhaltung gibt der Verband klare Richtlinien vor, welche für die Tierhaltung, die Schlachtung und den Vertrieb der Produkte unter der Marke Neuland einzuhalten sind. Ebenso kontrolliert der Verein seine Mitglieder regelmäßig auf die Einhaltung der Richtlinien:
- Haltung auf Stroh ohne Fixierung
- Auslauf ins Freie bzw. Weidehaltung
- Tageslicht im Stall
- ausschließlich regionale Futtermittel
- Verbot von gentechnisch veränderten Futtermitteln
- keine präventive Antibiotikabehandlung
- bäuerliche Landwirtschaft mit Bestands- und Flächenobergrenzen
- der Transport darf vier Stunden und 200 Kilometer nicht überschreiten

Wegen dieser Anforderungen an die Tierhaltung ist Neuland bundesweit das einzige Programm, welches sich mit Genehmigung der Bundesanstalt für Landwirtschaft und Ernährung (BLE) als besonders artgerecht bezeichnen und bewerben darf.

## Geschichte

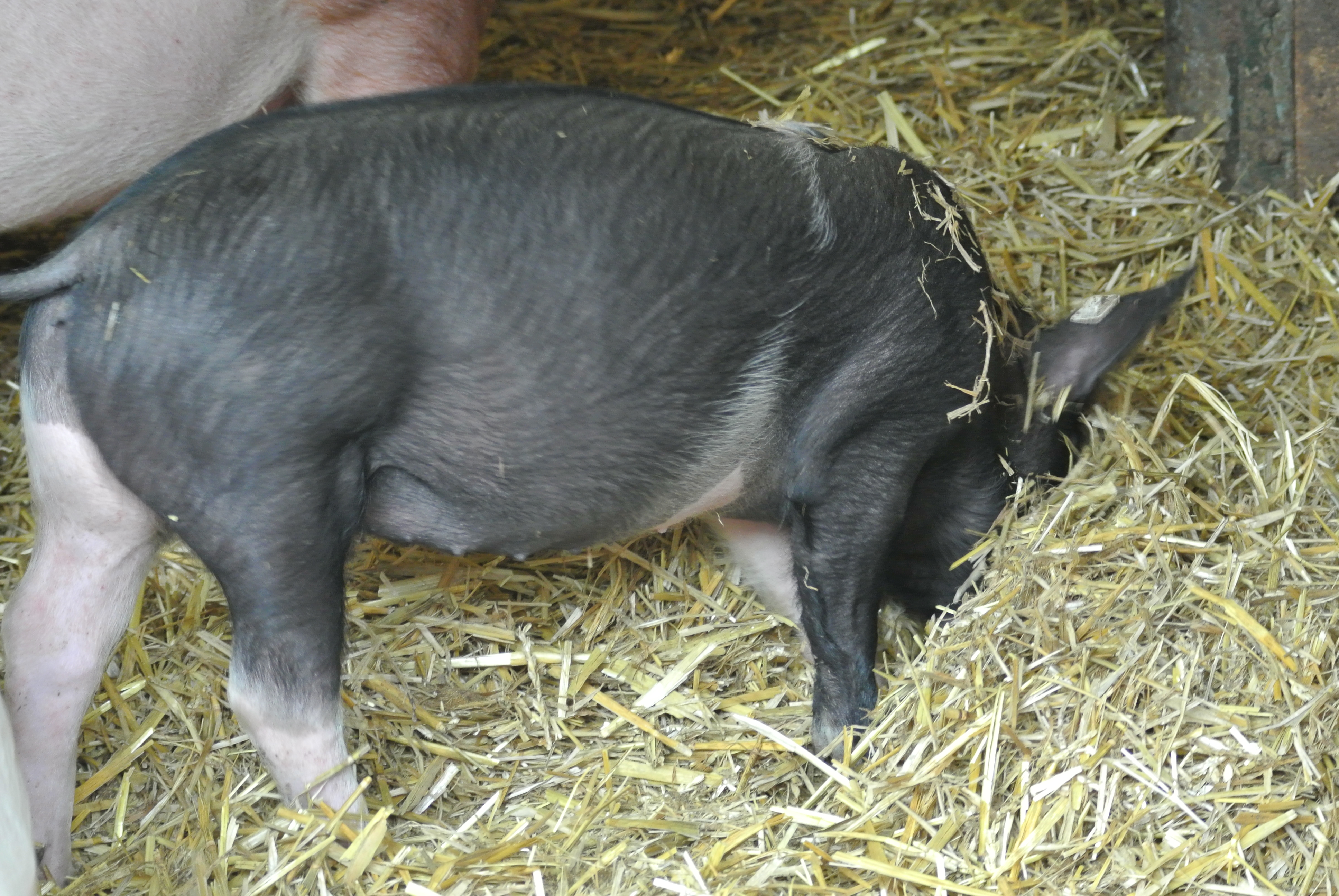
Neuland-Ferkel im Auslauf

Der Neuland-Verein für tiergerechte und umweltschonende Nutztierhaltung e. V. mit Sitz in Bonn wurde 1988 gegründet. Neuland wurde nicht als Bio-Marke gegründet, sondern als ein Konzept für eine besonders artgerechte Tierhaltung. Ziel war und ist hierbei, soziale, qualitätsorientierte, tiergerechte und umweltschonende Tierhaltung mit hoher Glaubwürdigkeit und Transparenz auf kleinen und mittleren bäuerlichen Betrieben zu praktizieren. Die Marke wurde 1988 als Gütesiegel des Neuland e. V. gegründet. Beteiligt waren mehrere gesellschaftliche Verbände, von denen heute noch der Deutsche Tierschutzbund (DTSchB), der Bund für Umwelt und Naturschutz Deutschland (BUND) und die Arbeitsgemeinschaft bäuerliche Landwirtschaft (AbL) als Trägerverbände fungieren. Daneben sind auch Landwirte und Fleischer außerordentliche Mitglieder des Vereins.

## Vertrieb
Neuland-Produkte werden ausschließlich in Fleischerfachgeschäften vertrieben oder in Neuland-Hofläden. Der Vertrieb wird dezentral über drei Vermarktungsgesellschaften organisiert: im Norden Deutschlands über die Artgemäß GmbH & Co. KG, im Westen über die Neuland Vertriebs GmbH, im Süden die Erzeugerorganisation Süd für besonders artgerechte und umweltschonende Tierhaltung w.V.
Im Juli 2018 gaben die Discounter Aldi Nord und Süd bekannt, in einigen ausgewählten Filialen Schweinefleischprodukte mit dem Siegel Neuland zu vertreiben. Geschlachtet werden die Tiere bei Tönnies. Einige Verbandsmitglieder übten Kritik an dieser Praxis.

## Kritik
2014 berichteten mehrere Medien sowie Naturschutzverbände, unter anderem der Deutschlandfunk sowie NABU, dass unter der vermeintlichen artgerechten und regionalen Tierhaltung und der damit resultierenden Platzierung von Neuland-Produkten im Premiumsegment als Bio-Produkt in vielen Fällen eine konventionelle Tierhaltung, teilweise im Ausland, und Schlachtung erfolgte und diese Produkte (Geflügel bzw. Lämmer) trotzdem als aus artgerechter und regionaler Haltung stammend mit dem Neuland Gütesiegel ausgezeichnet und verkauft wurden.